# Missionshaus der Hiltruper Missionare Oeventrop
Das Missionshaus der Hiltruper Missionare Oeventrop (auch Neues Kloster Oeventrop genannt) wurde in den 1970er Jahren erbaut und steht seit 2025 unter Denkmalschutz

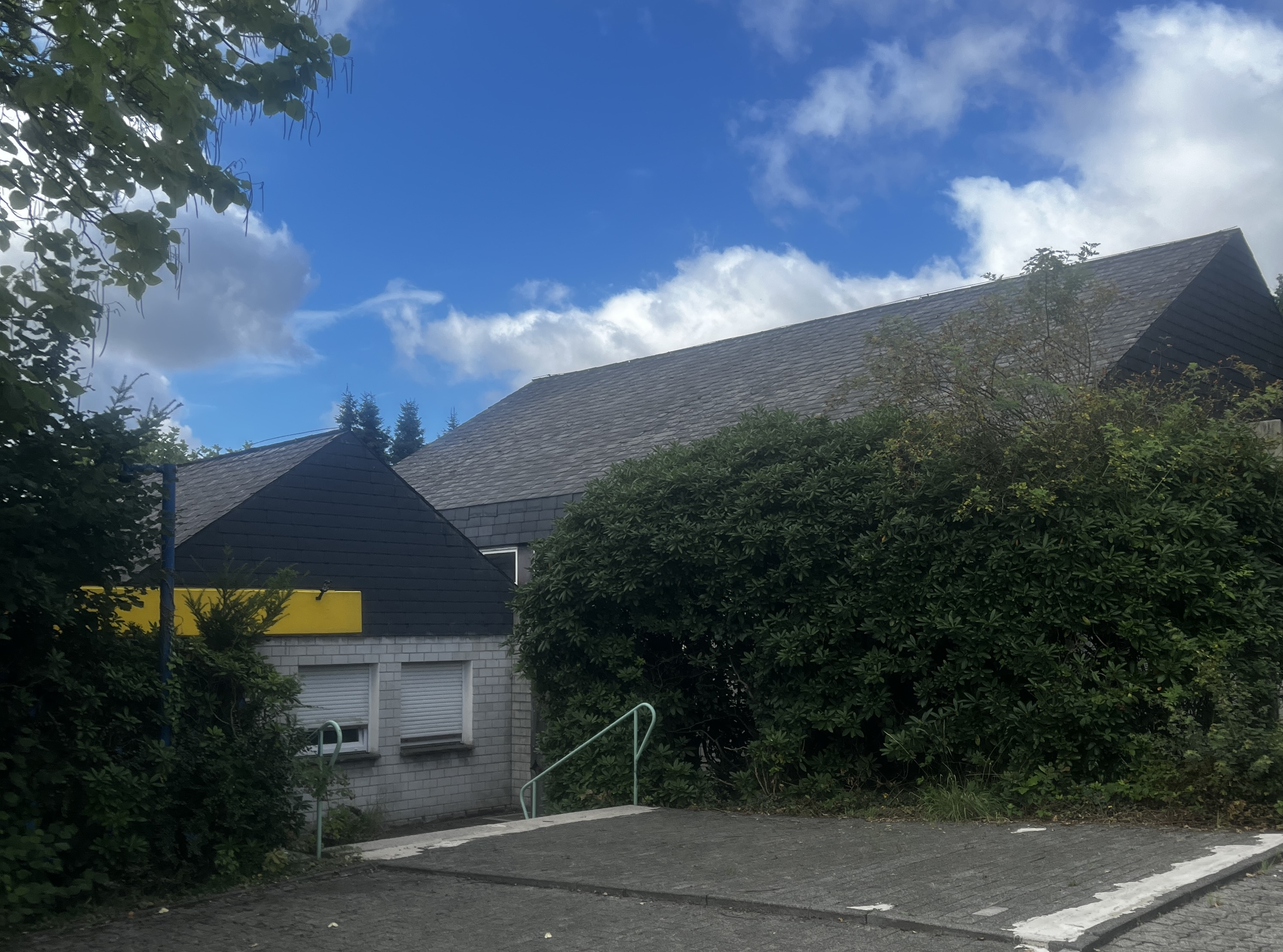
Missionshaus Oeventrop

## Geschichte
In Oeventrop bestand seit 1902 ein Missionshaus der Hiltruper Missionare (Altes Kloster Oeventrop). Dort befand sich eine Ausbildungsstätte für angehende Priester. Diese wurde 1969 geschlossen. Danach lebten noch einige Ordensangehörige im Haus.
Vorrangig als Altersheim für frühere Missionare wurde das neue Missionshaus weit von der Wohnbebauung entfernt Anfang der 1970er Jahre durch ein Architektenteam van Hausen-Rawe aus Münster neu gebaut. Bezogen wurde das Gebäude 1974 und 1975 eingeweiht. Einige Ausstattungsstücke aus dem alten Kloster wurden in den Neubau mitgenommen. Dazu gehörten die Schnitzbilder aus der Klosterkapelle sowie ein Kreuzweg des Künstlers Ernst Suberg. Von diesem stammen auch die geometrisch gestalteten Buntglasfenster in der Kapelle des Hauses. Seit 2025 steht der Bau unter Denkmalschutz.
Anfang der 1980er Jahre lebten dort zehn ältere Missionare und sechs weitere Patres. Der Einrichtung zugeordnet waren weitere Patres, die aber am Ort ihrer Pfarrstellen lebten.
Das Haus wurde 2014 als Ordenseinrichtung aufgegeben und versteigert. Erwerber war ein islamischer Verband, Gerüchten zufolge mit Nähe zur Muslimbruderschaft. Der Verein hatte später einen Antrag auf Nutzungsänderung und eine denkmalrechtliche Genehmigung gestellt. Es sollte nach deren Angaben eine Waldjugendheim entstehen. Im zeitlichen Zusammenhang mit dieser Diskussion wurde das Gebäude auch in die Denkmalliste eingetragen. Unter Schutz steht auch die Gartenanlage.